# Трифлідова кислота
Трифлідова кислота (назва за IUPAC: трис[(трифторметил)сульфоніл]метан, скорочена формула: Tf3CH) — це органічна суперкислота. Це одна з найсильніших відомих вуглецевих кислот і одна з найсильніших кислот Бренстеда в цілому, її кислотність перевищує лише карборанові кислоти. Примітно, що трифлідієва кислота, за оцінками, має кислотність, яка в 104 разів перевищує кислотність трифлієвої кислоти (pKaaq ~ –14), що вимірюється її константою кислотної дисоціації. Вперше вона була отримана у 1987 році Зеппельтом і Туровським таким шляхом:
(1) Tf2CH2 + 2CH3MgBr → Tf2C(MgBr)2 + 2CH4
(2) Tf2C(MgBr)2 + TfF → Tf3C(MgBr) + MgBrF
(3) Tf3C(MgBr) + H2SO4 → Tf3CH + MgBrHSO4
Було показано, що солі лантаноїдів трифлідової кислоти ("трифліди") у своїй аніонній формі є більш ефективними кислотами Льюїса, ніж відповідні трифлати. Аніон трифліду також використовується як аніонний компонент іонних рідин.

## Дивись також
- Бістрифлімід
- Некоординаційний аніон